# 알렉산다르 루코비치
알렉산다르 루코비치(세르비아어: Aleksandar Luković, 1982년 10월 23일 ~ )는 세르비아의 전 축구 선수로서, 포지션은 수비수이다.

## 축구인 경력

### 선수 경력
그가 태어난 크랄레보를 연고로 한 슬로간 크랄레보에서 선수 생활을 시작하였으며 2002년 세르비아의 명문 클럽 츠르베나 즈베즈다로 이적하였다. 그 해 8월 15일 FC 카리아트와의 UEFA컵 경기에 네만야 비디치를 대신하여 교체 투입되며 첫 대륙 컵대회 무대를 밟았다.
2006년 아스콜리로 임대 이적하여 이탈리아 무대에 발을 디뎠고 2007년 우디네세로 이적하여 1월 27일 데뷔전을 치렀다.
2010년 7월 29일 러시아의 제니트 상트페테르부르크와 4년 계약을 체결하였다.

### 국가대표 경력
2005년 8월 15일 폴란드와의 경기를 앞둔 세르비아 몬테네그로 대표팀에 소집되었으며 폴란드전에 출전하면서 A매치 데뷔전을 치렀다. 2010년 FIFA 월드컵 유럽 지역 예선 대부분의 경기에서 네마냐 비디치와 함께 호흡을 맞추며 세르비아의 월드컵 본선 진출을 이끌었다.
2011년 3월 28세의 나이로 소속팀인 제니트 상트페테르부르크에 집중하기 위해 대표팀에서 돌연 은퇴 선언을 하였으나 시니샤 미하일로비치 감독 부임 이후 대표팀에 복귀하였다.